# Guaribes
Los guaribes eran una etnia amerindia venezolana perteneciente al grupo caribe. Vivían en el curso medio y bajo del río Guaribe (encontrándose en el curso alto a los guaiqueríes). También reciben las denominaciones de guarives y cuaribes. Han dado su nombre al municipio San José de Guaribe en Guárico.

## Los indios guaribes en el municipio de Cajigal (Anzoátegui)
Los indios guaribes vivieron en el área del municipio Cajigal. Vivieron en la parte oeste del Estado Anzoátegui. Con estos indígenas fue que tropezó Juan de Urpin cuando la conquista del Río Unare. Quien luego dio inicio al pueblo de San Miguel del Batey cerca de la actual Zaraza a orillas de Quebrada Honda.
El indio Guaribe recorría toda el área del Río Guaribe y parte del Río Unare por la margen izquierda. Los Guaribes fueron tan feroces que mataron dos. Dice el Pbro. Oscar Matute en su libro: "Geohistoria de Onoto-Anzoátegui" que los guaribes estaban ubicados en la parte geográfica entre el Río Guaribe, Unare, Quebrada Honda y el Río Guanape. En tiempo de la conquista misionera por parte de los Misioneros Franciscanos hacia el año 1679, estos sufrieron un gran revés por parte de los Guaribes, ya que el sitio que fundaron, fue escenario de la muerte de dos misioneros por parte de los guaribes. Estos misioneros fueron Sebastián Delgado y Juan de Villegas.
Actualmente este poblado fue refundado hacia el año hacia el año 1855 por Francisco Manuel Medina. Actualmente tiene escuela. Es un pueblo agrícola y pecuario y su raíz se remonta a los indios Guaribes quienes fueron indómitos y caníbales.

## Los indios guaribes en el municipio de San José de Guaribe (Guárico)
En las "Memorias" del capitán Rafael Sevilla depositadas en el Archivo de Indias de Sevilla se da cuenta de la existencia de estos indios en las riberas del Río Guaribe.
Durante unas excavaciones arqueológicas en la localidad de San José de Guaribe en 1948, el antropólogo J. M. Cruxen encontró en este yacimiento restos de alfarería de una cultura prehispánica, con al menos 300 años de antigüedad previos a la llegada de los españoles. Hallándose vestigios en diversos lugares (Guaribito, el Cerro de la Peña, Santa Rosa, el Ambulatorio, la Escuela Básica Monseñor Crespo, en la calle Orituco, en Barrios Caracas, en la calle 3 de mayo y en antiguo Aserradero).